# Paracedicus feti
Paracedicus feti is een spinnensoort uit de familie van de Desidae.
De wetenschappelijke naam van de soort werd in 2003 gepubliceerd door Joeri Michailovitsj Maroesik & E. Guseinov.